# Johan Fredrik Höckert

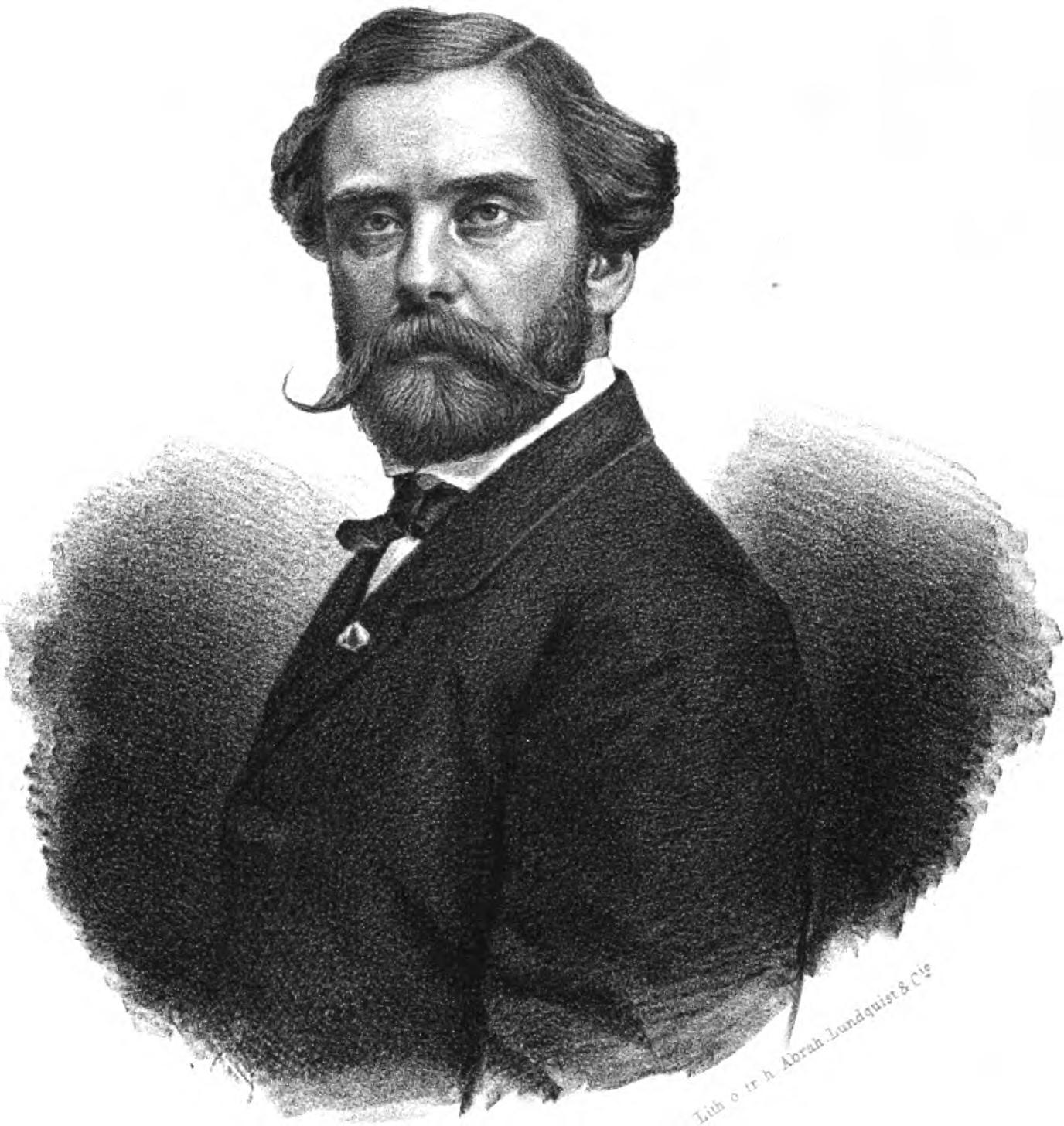
Johan Fredrik Höckert, Lithografie von 1865

Johan (Janne) Fredrik Höckert (geboren am 26. August 1826 in Jönköping; gestorben am 16. September 1866 in Göteborg) war ein schwedischer Maler.

## Leben und Werk

Det inre av en lappkåta (Interieur einer Fischerhütte)

Johan Fredrik Höckert kam 1826 als Sohn des Gutsbesitzers Gustaf Adolph Höckert und seiner Frau Sophie Elisabeth, geborene Melin, in Jönköping zur Welt. Sein Vater verstarb, als er neun Jahre alt war; danach übernahm die Mutter allein die Erziehung. Ersten Zeichenunterricht erhielt er in Jönköping durch den Maler Johan Ringdahl. Nach der Schulzeit in seiner Heimatstadt wechselte er an das Internat Hillska skolan im Stockholmer Stadtbezirk Södermalm. 1844–1845 studierte er Kunst an der Königlichen Kunstakademie in Stockholm.
Zusammen mit dem befreundeten Maler Johan Christoffer Boklund reiste Höckert 1846 nach München und teilte sich dort mit ihm zeitweise ein Atelier. Er setzte sein Studium an der Münchner Akademie der Bildenden Künste fort, wobei der dänische Maler Frederik Ludvig Storch zu seinen Lehrern gehörte. Höckerts Stil wurde zunächst vom Realismus der Münchner Schule geprägt und Bilder dieser Zeit zeigen Motive aus dem bayrischen Volksleben. 1849 kehrte Höckert nach Schweden zurück. Im Sommer 1850 unternahm er eine Reise nach Nordschweden, wobei er Skellefteå, Arvidsjaur, Arjeplog und Kvikkjokk besuchte. Er war der erste Künstler, der nach einem Besuch in Lappland die dortige Natur und das Volksleben in seinen Bildern schilderte.

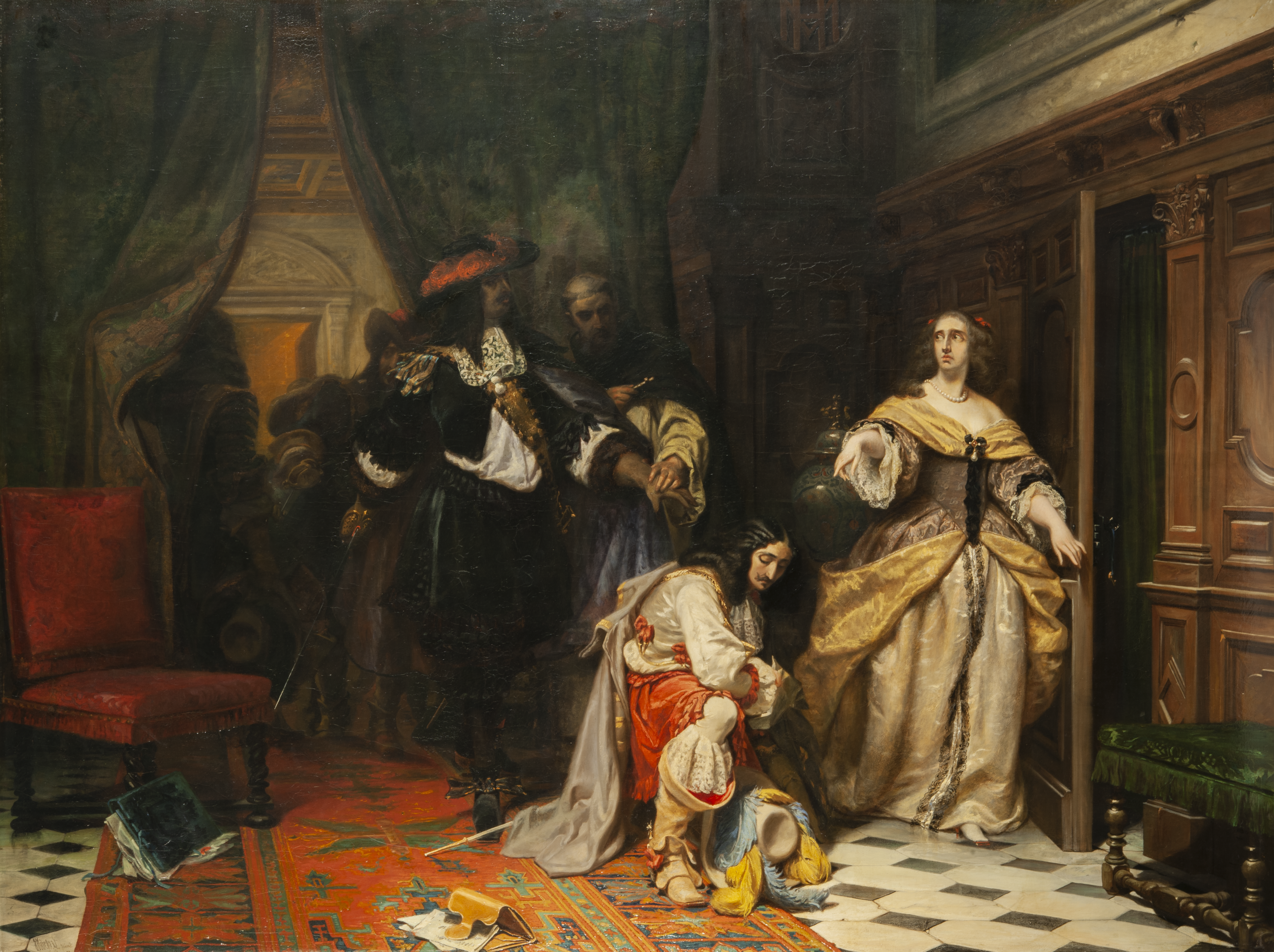
Drottning Kristina och Monaldeschi (Königin Christina und Monaldeschi)

1851 besuchte Höckert erstmals Paris. Dort traf er den Historienmaler Max Hess, den er aus seiner Münchner Studienzeit kannte. Im Folgejahr begann er mit seinem Historienbild Drottning Kristina och Monaldeschi (Göteborgs konstmuseum), in dem er eine Begegnung der Königin Christina mit ihrem Günstling Giovanni Monaldeschi zeigt. In diesem Bild ist der Einfluss des französischen Malers Paul Delaroche erkennbar ist. Höckert stellte das Bild 1853 im Salon de Paris aus, wo es eine lobende Erwähnung erhielt. Im selben Jahr kehrte er kurzzeitig nach Schweden zurück und zeigte das Bild in Stockholms konstförening (Stockholmer Kunstverein), wo es ebenfalls große Aufmerksamkeit fand. Mit einem Stipendium der schwedischen Akademie der bildenden Künste konnte er im Januar 1854 nach Paris zurückkehren und ein eigenes Atelier beziehen. In Paris arbeitete er wiederholt mit dem italienischen Modell Luisella zusammen, die beispielsweise für das Gemälde Luisellas Tod posierte. Der mit Höckert bekannte schwedische Maler und Dichter Fredrik Wilhelm Scholander widmete ihr später das Gedicht Luisella: en qvinnomodells öden (Luisella, das Schicksal eines Frauenmodells). Darüber hinaus schuf Höckert Motive aus dem Pariser Alltagsleben. Besonderen Erfolg hatte er mit dem Gemälde Gudstjänst i ett fjällkapell i Lappland (Gottesdienst in einer Bergkapelle in Lappland, Norrköpings konstmuseum), das auf Studien seiner Lapplandreise von 1850 beruht und in seiner Hell-Dunkel-Malerei Bezug auf Werke von Rembrandt nimmt. Für dieses Gemälde erhielt Höckert eine Goldmedaille auf der Weltausstellung 1855 in Paris.

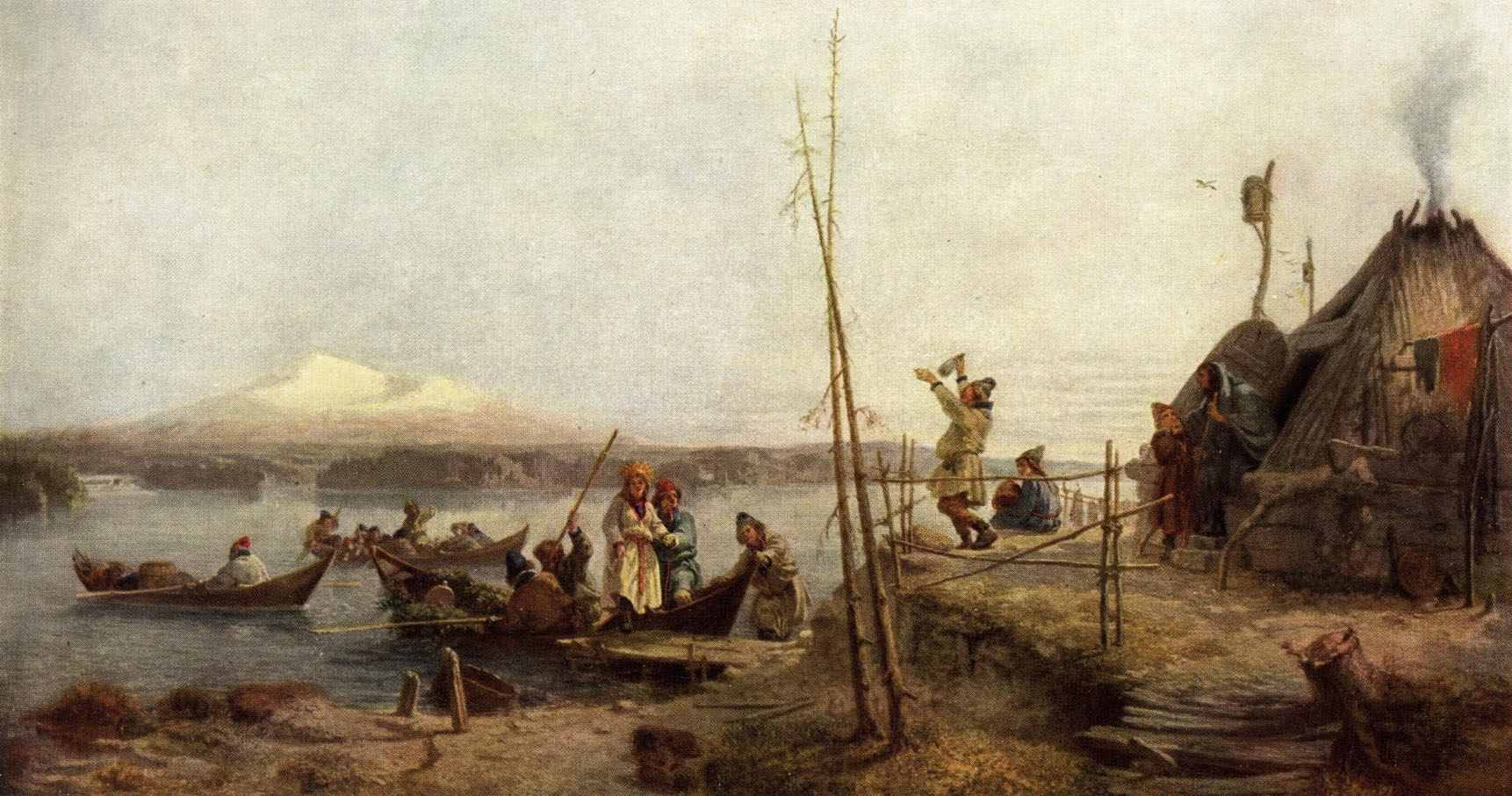
Brudfärd på Hornavan (Brautfahrt am Hornavan)

Karl XV

Danach schuf er eine Reihe von Bildern mit Lapplandmotiven, etwa das 1857 entstandene Det inre av en kåta (Interieur einer Fischerhütte, Nationalmuseum Stockholm), für das die Italienerin Luisella in der Rolle der Mutter Modell stand. Darüber hinaus malte er Landschaftsmotive aus Lappland, etwa Gemälde in heller Farbgebung mit Ansichten vom See Hornavan. 1857 besuchte er England, Belgien und die Niederlande und kehrte schließlich nach Stockholm zurück. Dort wurde er im November desselben Jahres Lehrer an der Königlichen Kunstakademie.

Rättvikskulla vid spisen, 1860

Im Sommer 1858 unternahm Höckert eine Studienreise nach Dalarna, wobei er sich überwiegend in Mora und Orsa am Siljan aufhielt. Hier schuf er Porträts wie das Bildnis Såssers Kerstin Andersdotter (Nationalmuseum Stockholm). 1861 erhielt er den Auftrag, ein Porträt des schwedischen Königs Karl XV. zu malen. Danach reiste er in königlicher Mission und als Mentor des jungen Grafen Gustaf Fredrik Bonde über Paris und Spanien nach Tunis. Dort schuf er das Porträt von Muhammad III. al-Husain, des Bey von Tunis. Die Rückreise erfolgte über Paris und London. In der britischen Hauptstadt agierte Höckert als stellvertretender Kommissar bei der Weltausstellung 1862. Zurück in Stockholm schuf er 1863 Kostümentwürfe für die Königliche Oper. 1864 wurde er Professor an der Königlichen Kunstakademie. Er fertigte zahlreiche Porträtzeichnungen und Karikaturen an und gehörte zu den Mitbegründern der Zeitung Ny illustrerad tidning, zu der er wiederholt Zeichnungen beisteuerte. Um seine bereits angeschlagene Gesundheit zu stärken, besuchte er im Sommer 1864 den württembergischen Kurort Wildbad im Schwarzwald. Im Sommer 1865 unternahm Höckert seine zweite Reise nach Dalarna.

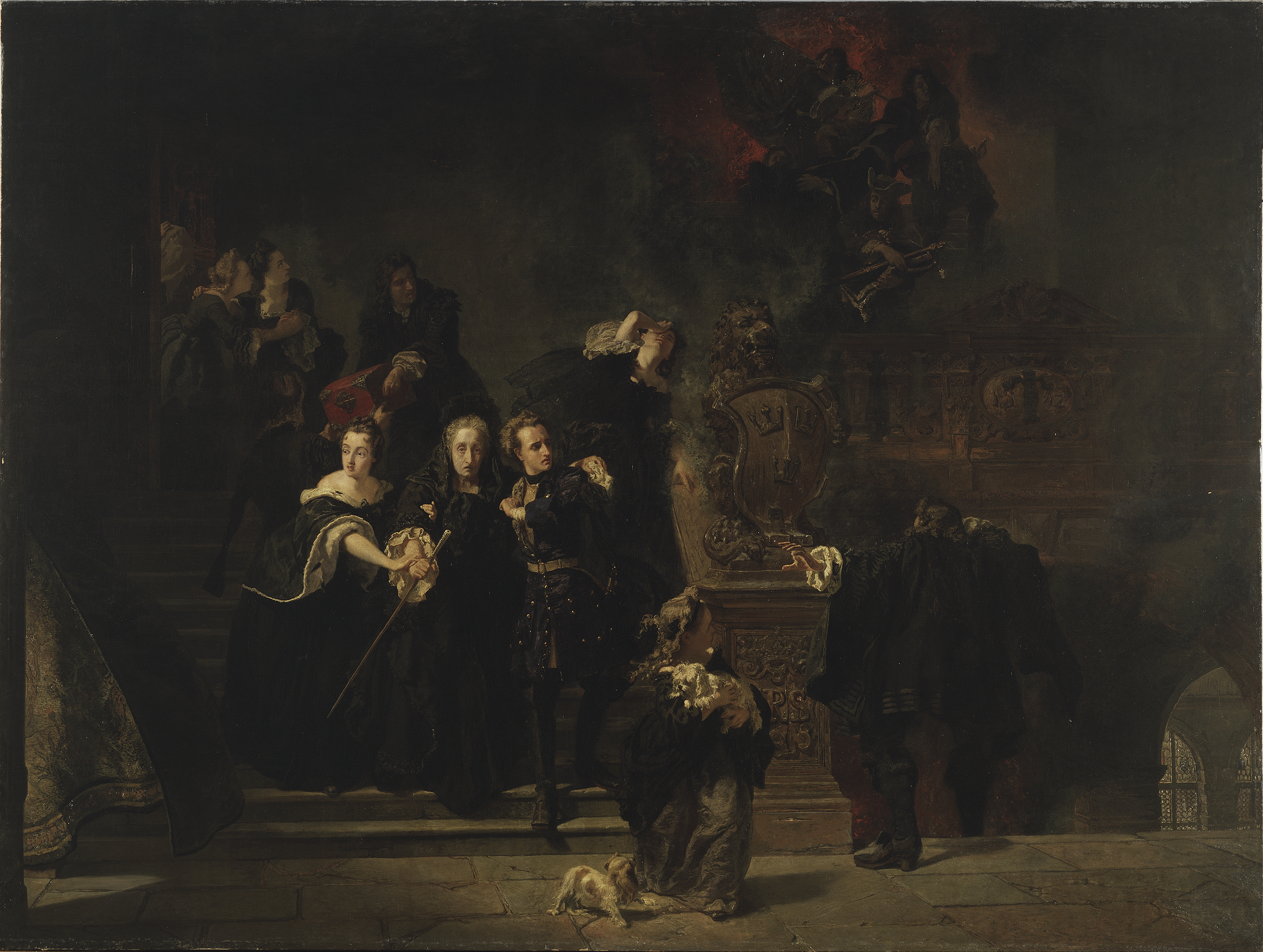
Slottsbranden i Stockholm den 7 maj 1697 (Schlossbrand in Stockholm am 7. Mai 1697)

1866 präsentierte Höckert auf der großen Kunst- und Industrieausstellung in Stockholm sein Gemälde Slottsbranden i Stockholm den 7 maj 1697, an dem er bereits seit 1862 gearbeitet hatte. In diesem Historienbild schildert er den Brand der alten Burg Tre Kronor in Stockholm. Hierin zeigen sich künstlerische Einflüsse von Rembrandt und Delacroix. Es gilt als letztes großes Hauptwerk des Künstlers. Höckert hatte zunächst auf einen Ankauf durch den Staat gehofft, der jedoch ausblieb. Zeitgenössische Kritiker bemängelten die skizzenhafte Ausführung des Bildes, das schließlich 1883 als Geschenk in die Sammlung des Nationalmuseums in Stockholm gelangte.
Im Sommer 1866 reiste Höckert zu einem Kuraufenthalt nach Marstrand. Bei seiner Rückreise starb er in Göteborg. Sein Grab befindet sich auf dem Östra kyrkogården in Jönköping. Höckert war unverheiratet und hatte keine Nachkommen.